# Лубин
Лубин (пољ. Lubin) град је у Пољској у Војводству доњошлеском. По подацима из 2012. године број становника у месту је био 74 669.

## Становништво
| 1946. | 1950. | 1960. | 1970.  | 1980.  | 2012.  |
| ----- | ----- | ----- | ------ | ------ | ------ |
| 1.769 | 2.743 | 5.417 | 28.900 | 67.119 | 74 669 |

## Партнерски градови
- Бад Емс